# Henza-jima
Henza-jima (japanisch 平安座島 Henza-jima) ist eine Insel der Yokatsu-Inseln (Yokatsu-shotō) im Archipel der Okinawa-Inseln und liegt zwischen den Inseln Hamahigashima, Miyagi-jima und Okinawa Hontō, mit denen Henza-jima durch Brücken verbunden ist. Sie ist Teil der Stadt Uruma in Okinawa.

## Geographie und Wirtschaft
Die Insel hat eine Fläche von 5,32 km² bei einem Umfang von rund 7 km. Die höchste Erhebung liegt auf 115,8 m Höhe.
Das einzige Dorf, welches Henza (Yonashirohenza) heißt, liegt im Süden der Insel und verfügt über einen Hafen. Eine japanische Raffinerie, mit der seit 1968 Verträge bestehen, pachtete große Teile der Insel für Tanklager. Nur der Süden ist der Öffentlichkeit zugänglich.
Die Bevölkerung der Insel betrug im Jahr 2020 insgesamt 1129 Einwohner und war somit rückläufig gegenüber einer Einwohnerzahl von 1614 im Jahr 1995.
| Jahr          | 1995 | 2000 | 2005 | 2010 | 2015 | 2020 |
| ------------- | ---- | ---- | ---- | ---- | ---- | ---- |
| Einwohnerzahl | 1614 | 1582 | 1391 | 1322 | 1164 | 1129 |

## Verkehr
Die Henza-Kaichū-Ōhashi (平安座海中大橋) verbindet Henza-jima mit der Hauptinsel und die Hamahiga-Ōhashi (浜比嘉大橋) mit der südlich gelegenen Insel Hamahigashima (浜比嘉島). Auf der Nordseite gibt es zudem eine Verbindung zur Nachbarinsel Miyagijima (宮城島). Per Bus dauert es etwa 10 Minuten von Henza-jima zum Yakena-Busterminal in Uruma.

## Sonstiges
Von 1995 bis 1996 hielt sich die amerikanisch-jüdische Soziologin und Anthropologin Susan Starr Sered auf Henza-jima auf, um gemeinsam mit den Priesterinnen der traditionellen Ryūkyū-Religion zu leben und an deren Ritualen in den Bergen und Höhlen rund um Henza-Dorf teilzunehmen. Als Ergebnis dieser Feldstudie entstand das Buch Women of the sacred Groves, Divine Priestesses of Okinawa.

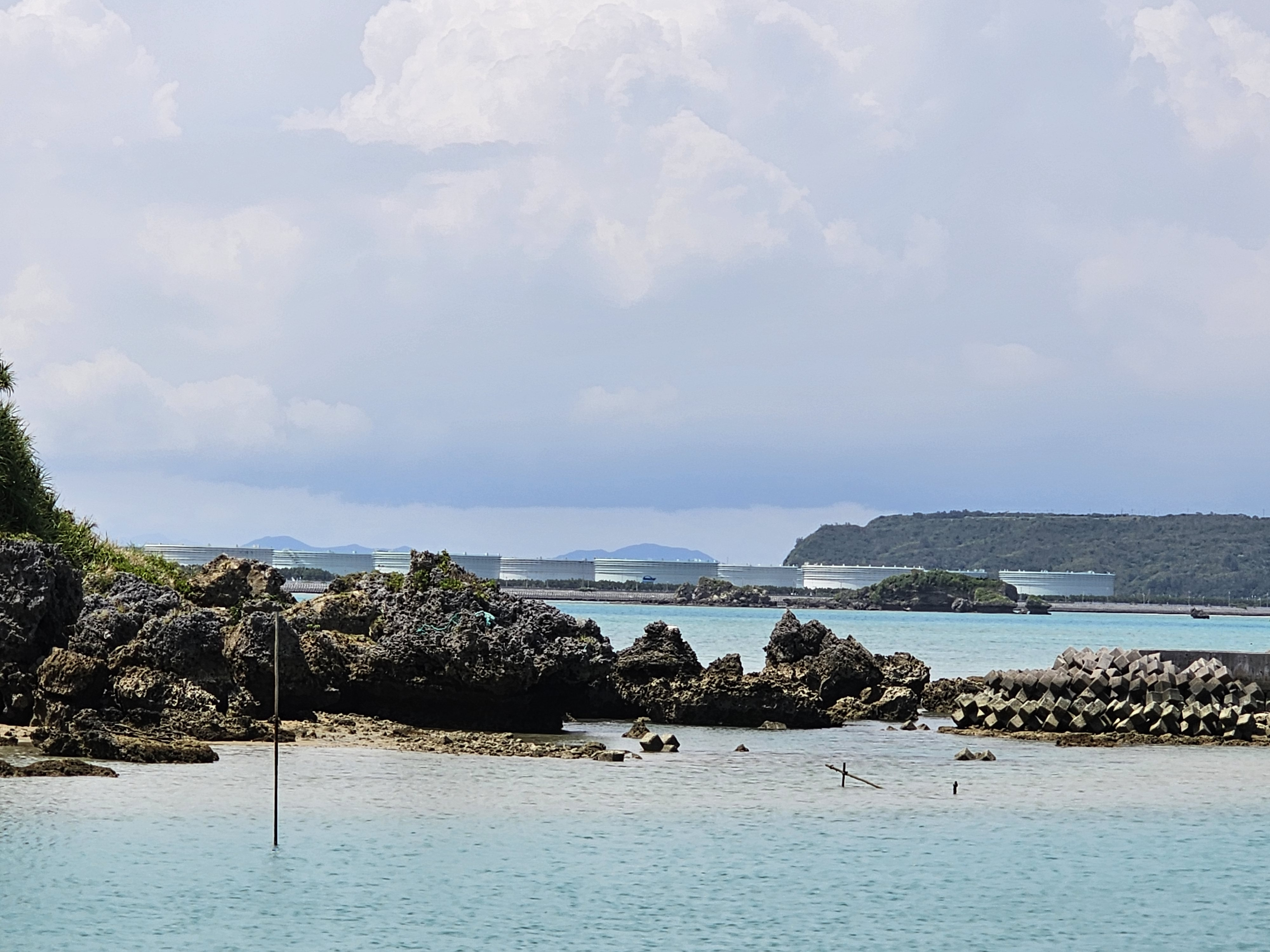
Henza-jima, von Ikei aus gesehen
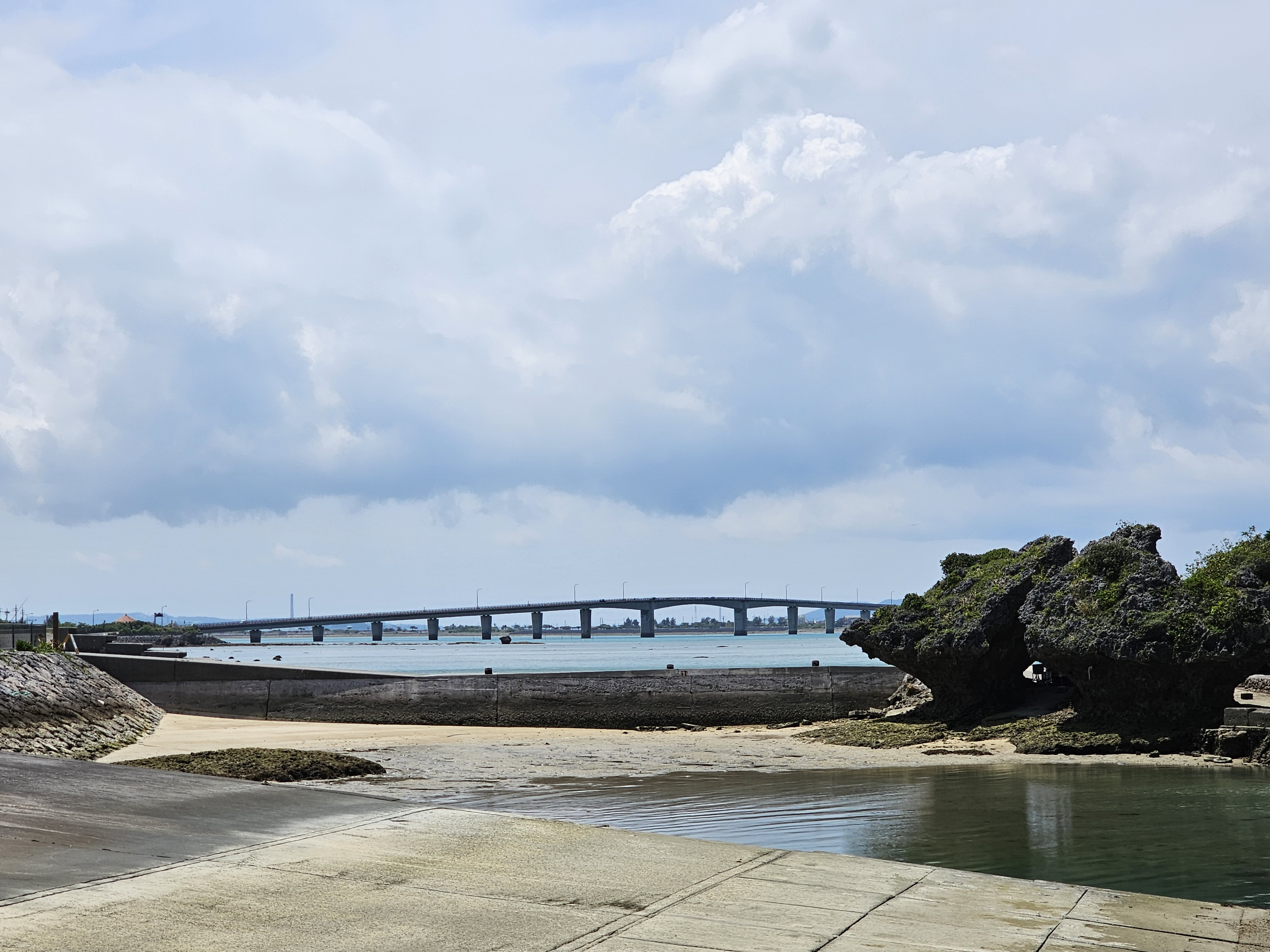
Hamahiga-Ōhashi